# Gromphadorhina
Gromphadorhina är ett släkte av kackerlackor. Gromphadorhina ingår i familjen jättekackerlackor.
Kladogram enligt Catalogue of Life:
| Gromphadorhina | \| \| Gromphadorhina grandidieri \| \| \| \| \| \| Gromphadorhina oblongonota \| \| \| \| \| \| Gromphadorhina picea \| \| \| \| \| \| Gromphadorhina portentosa \| \| \| \| |
|                | \| \| Gromphadorhina grandidieri \| \| \| \| \| \| Gromphadorhina oblongonota \| \| \| \| \| \| Gromphadorhina picea \| \| \| \| \| \| Gromphadorhina portentosa \| \| \| \| |
|                | Gromphadorhina grandidieri |
|                | |
|                | Gromphadorhina oblongonota |
|                | |
|                | Gromphadorhina picea |
|                | |
|                | Gromphadorhina portentosa |
|                | |